# Bob Gutowski
Robert Allen Gutowski, detto Bob (San Pedro, 25 aprile 1935 – Camp Pendleton, 2 agosto 1960), è stato un astista statunitense.

## Biografia
Ai Giochi olimpici di Melbourne 1956 vinse l'argento nel salto con l'asta, preceduto solo dal connazionale Bob Richards.

## Palmarès
| Anno | Manifestazione  | Sede      | Evento           | Risultato | Prestazione | Note |
| ---- | --------------- | --------- | ---------------- | --------- | ----------- | ---- |
| 1956 | Giochi olimpici | Melbourne | Salto con l'asta | Argento   | 4,53 m      |      |